# ТИ Парк Стара Загора
„ТИ парк Стара Загора“ е търговски и индустриален парк в град Стара Загора. Има 20 240 m². разгърната застроена площ, от които 10 000 кв. м търговска площ. Той отваря врати през 2010 г.
Той е част от верига от 8 търговско-индустриални парка, които ще бъдат изградени до най-големите и икономически развити градове в България. Идеята, на която се основава създаването на веригата „ТИ ПАРК“, е в осигуряването на подходяща бизнес среда за компании, работещи в индустриалния сектор.
Отличната локация на търговско-индустриалния парк в град Стара Загора предполага и търсенето на самостоятелни офис площи в обособената зона. РЗП на офис сградата в центъра на Парка ще е над 5000 m². РЗП на ТИ ПАРК Стара Загора е 20 240 m², а ЗП – 13 130 m². В Парка са предвидени 270 бр. паркоместа.

## Факти
- РЗП 20 240 кв. м обща застроена площ;
- ЗП 13 130 кв. м търговски площи;
- 270 паркоместа